# Michael Berridge
Pour les articles homonymes, voir Berridge.
Michael John Berridge (22 octobre 1938 - 13 février 2020) est un physiologiste et biochimiste britannique.
Né et élevé en Rhodésie du Sud (aujourd'hui Zimbabwe), il est surtout connu pour ses travaux sur la signalisation transmembranaire cellulaire, en particulier la découverte que l'Inositol trisphosphate agit comme un second messager, reliant les événements au niveau de la Membrane plasmique à la libération de Ca 2+ dans la cellule . En 2009, il est boursier émérite Babraham du département du programme de signalisation de l'Institut Babraham de Cambridge, et professeur honoraire de signalisation cellulaire à l'Université de Cambridge .

## Éducation
Né à Gatooma en Rhodésie du Sud, Berridge obtient un BSc en zoologie et chimie à l'Université de Rhodésie et Nyasaland, Salisbury (1960), où son intérêt pour la physiologie des insectes est stimulé par Eina Bursell. Il vient au Royaume-Uni pour étudier avec le physiologiste des insectes Vincent Wigglesworth au Département de zoologie de l'Université de Cambridge, obtenant son doctorat sur le sujet de l'excrétion d'azote chez le colorant du coton africain (Dysdercus fasciatus) en 1965 ,.

## Carrière et recherche
Berridge part aux États-Unis pour ses premiers postes de recherche postdoctorale, qui sont au Département de biologie de l'Université de Virginie, Charlottesville, avec Dietrich Bodenstein (1965-1966); au Developmental Biology Center de la Case Western Reserve University, Cleveland, avec Michael Locke (1966–67); et au Département de biologie de l'Université Case Western Reserve avec Bodil Schmidt-Nielsen (1967-1969) ,.
Il retourne à Cambridge en 1969 pour devenir directeur scientifique principal, puis directeur scientifique de l'Unité de chimie et de physiologie des invertébrés du Conseil de la recherche agricole et alimentaire du Département de zoologie de l'Université de Cambridge. Il est directeur scientifique principal de l'Unité de neurophysiologie et de pharmacologie des insectes de 1978 à 1990 . Il rejoint ensuite le Laboratoire de signalisation moléculaire de l'Institut Babraham en tant que scientifique en chef adjoint, devenant chef de ce laboratoire en 1994, poste qu'il occupe jusqu'à sa retraite en 2004, date à laquelle il est nommé premier boursier émérite Babraham . En 1994, il est nommé professeur honoraire de signalisation cellulaire à l'Université de Cambridge . Il est membre du Trinity College .

### Ouvrages
- Berridge, « Inositol trisphosphate and diacylglycerol as second messengers », Biochemical Journal, Portland Press Ltd., vol. 220, no 2,‎ 1er juin 1984, p. 345–360 (ISSN 0264-6021, PMID 6146314, PMCID 1153635, DOI 10.1042/bj2200345)
- Berridge et Irvine, « Inositol trisphosphate, a novel second messenger in cellular signal transduction », Nature, Springer Science and Business Media LLC, vol. 312, no 5992,‎ 1984, p. 315–321 (ISSN 0028-0836, PMID 6095092, DOI 10.1038/312315a0, S2CID 123259)
- Berridge, « Rapid accumulation of inositol trisphosphate reveals that agonists hydrolyse polyphosphoinositides instead of phosphatidylinositol », Biochemical Journal, Portland Press Ltd., vol. 212, no 3,‎ 15 juin 1983, p. 849–858 (ISSN 0264-6021, PMID 6309155, PMCID 1153163, DOI 10.1042/bj2120849)

## Prix et distinctions
Berridge reçoit le prix William Bate Hardy en 1987 , le prix Albert Lasker Basic Medical Research en 1989  et la médaille royale de la Royal Society en 1991 . Il reçoit le Prix Wolf de médecine de 1994/5, conjointement avec Yasutomi Nishizuka  et le prix Shaw en sciences de la vie et médecine en 2005 . Il reçoit aussi le prix Feldberg (1984), le prix international King Faisal pour la science (1986), le Prix Louis-Jeantet pour la Médecine (1986), le prix international de la Fondation Gairdner (1988), le prix Ciba-Drew en recherche biomédicale (1991), le prix Dr HP Heineken de biochimie et de biophysique (1994), le prix Massry de la Keck School of Medicine de l'Université de Californie du Sud en 1996 et le prix Ernst Schering (1999) . Il est fait chevalier pour ses services à la science lors des honneurs du Nouvel An 1998 .
Il est élu membre de la Royal Society (FRS) en 1984  et devient l'un des membres fondateurs de l'Académie des sciences médicales en 1998. En 1991, il est élu membre étranger de l'Académie royale de médecine de Belgique . En 1993, il reçoit le titre de docteur honoris causa par l'université de Haselt. En 1999, il est élu associé étranger de l'Académie nationale des sciences des États-Unis  et membre honoraire étranger de l'Académie américaine des arts et des sciences. Il est élu à l'American Philosophical Society en 2007 . Il est membre de l'Academia Europaea et de l'Organisation européenne de biologie moléculaire . Il est également membre honoraire de la Society of Biology, de la Biochemical Society, de la Society for  Biology, de la Japanese Biochemical Society et de l'American Physiological Society.